# Julia Khakimova
Julia Khakimova (en russe : Юлия Хакимова), née le 28 février 1981, est une escrimeuse russe pratiquant le fleuret.

## Palmarès
- Championnats du monde d'escrime
  -  Médaille d'or par équipes aux Championnats du monde d'escrime 2006 à Turin
  -  Médaille d'argent par équipes aux Championnats du monde d'escrime 2007 à Saint-Pétersbourg
- Championnats d'Europe d'escrime
  -  Médaille d'or par équipes aux Championnats d'Europe d'escrime 2006 à Izmir
  -  Médaille de bronze par équipes aux Championnats d'Europe d'escrime 2002 à Moscou